# Landeskommissärbezirk Karlsruhe
Der Landeskommissärbezirk Karlsruhe war nach dem Gesetz über die Organisation der Inneren Verwaltung vom 5. Oktober 1863 einer von vier Landeskommissärbezirken in Baden mit Sitz in Karlsruhe. Die bisherigen vier Kreise wurden aufgelöst und die nunmehr 59 Bezirksämter direkt dem Ministerium des Innern unterstellt. Als Aufsichtsbehörde wurden den Bezirksämtern vier Landeskommissäre übergeordnet.
Neben dem Landeskommissärbezirk Karlsruhe gab es noch den Landeskommissärbezirk Konstanz, den Landeskommissärbezirk Freiburg und den Landeskommissärbezirk Mannheim.

## Kreise und Bezirksämter (1864–1939)

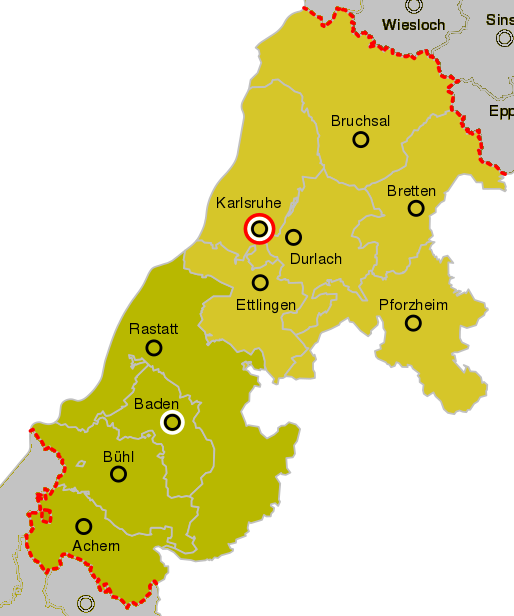
Der Landeskommissärbezirk Karlsruhe von 1864–1939 mit den Kreisen Baden und Karlsruhe sowie nachgeordneten Bezirksämtern

Dem Landeskommissärbezirk Karlsruhe waren von 1864 bis 1939 folgende Kreise und Bezirksämter unterstellt:

### Kreis Baden
1. Bezirksamt Achern
2. Bezirksamt Baden
3. Bezirksamt Bühl
4. Bezirksamt Gernsbach (1872 aufgehoben)
5. Bezirksamt Rastatt

### Kreis Karlsruhe
1. Bezirksamt Bretten
2. Bezirksamt Bruchsal
3. Bezirksamt Durlach
4. Bezirksamt Ettlingen
5. Bezirksamt Karlsruhe
6. Bezirksamt Pforzheim

## Stadt- und Landkreise (1939–1945)
Dem Landeskommissärbezirk Karlsruhe waren von 1939 bis 1945 folgende Stadt- und Landkreise unterstellt:

### Stadtkreise
- Baden-Baden
- Karlsruhe
- Pforzheim

### Landkreise
- Landkreis Bruchsal
- Landkreis Bühl
- Landkreis Karlsruhe
- Landkreis Pforzheim
- Landkreis Rastatt

## Landeskommissäre
- 1869– : August Eisenlohr
- 1887–1890: Franz Sales Hebting
- 1896–1898: Emil Bechert
- 1906–1910: Adolf Föhrenbach
- 1910–1912: Hermann Nebe
- 1924–1927: Leopold Gräser